# Krokus 10501

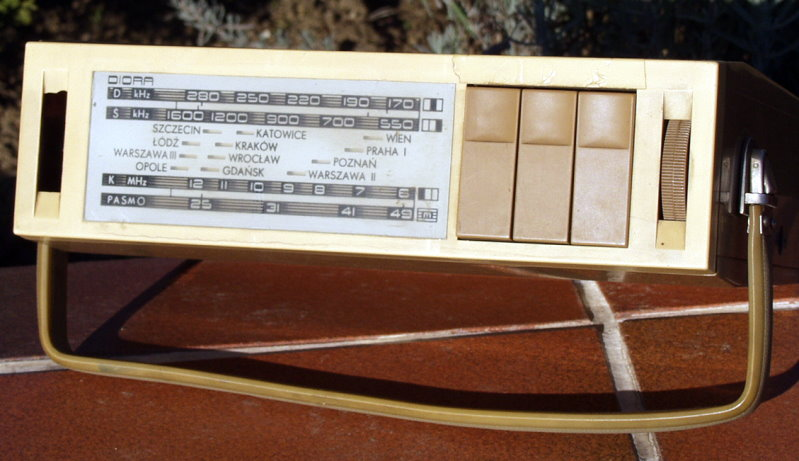
Panel

Krokus – polski monofoniczny radioodbiornik posiadający wielofunkcyjną konstrukcję. Radio mogło służyć jako odbiornik domowy, przenośny lub samochodowy.
Do przenoszenia służył odpinany uchwyt. Złącze w dolnej ściance umożliwiało połączenie z instalacją samochodową. Dołączane były: zasilanie z akumulatora, dodatkowy wzmacniacz oraz antena zewnętrzna przez oddzielne gniazdo.
Konstruując odbiornik zastosowano płytkę obwodów drukowanych.
Krokus był pierwszym w Polsce odbiornikiem tranzystorowym z zakresem fal krótkich.

## Podstawowe parametry i właściwości
- układ elektryczny: superheterodyna
- tranzystory: TG37 – wzmacniacz w.cz., TG38 – drugi stopień wzmacniacza p.cz., TG39 – pierwszy stopień wzmacniacza p.cz., TG40 – heterodyna i mieszacz, TG2 x 2 (wzmocnienie sygnału m.cz.), TG50 x 2 – wzmacniacz mocy m.cz. w układzie przeciwsobnym[2]
- zakresy fal: długie, średnie, krótkie
- zasilanie: 2 baterie 3R12
- elementy regulacyjne:
  - klawiszowy przełącznik zakresów (wszystko na prawej ściance)
- gniazda: złącze samochodowe, gniazdo antenowe
- wymiary: 255x173x78 mm, masa ok. 1,9 kg
- rok produkcji: 1965